# 卡迈勒·詹祖里
卡迈勒·詹祖里（阿拉伯語：كمال الجنزورى，發音：[kæˈmæːl elɡænˈzuːɾi])；1933年1月12日—2021年3月31日）是一名埃及政治家和经济学家。曾任计划部长、国际合作部长和副总理。1996年到1999年任埃及总理，2011年11月24日又被军方任命为临时过渡政府总理，12月7日正式上任。2012年8月2日任期结束。

## 早年与教育
1933年他生于米努夫省Bagor市的Garwan镇。他获得了美国密歇根大学的公共卫生博士，1959年开始在埃及的大学和培训机构任教。

## 政治生涯

### 部长
穆巴拉克于1981年任总统后，卡迈勒于1982年被任命为计划部长。1984年6月，他任国际合作部长。1986年11月到1996年1月，他担任副总理。

### 首次担任总理
1996年1月2日担任总理，在任期内，他主要开拓尼罗河谷地以外适合居住的地区。同时也通过国际货币基金组织加强了与世界银行的关系。使国内的贫困率从21%下降到了17%。

### 卸任总理之后
一些高官认为卡迈勒的执政思路对国家不好，因此后来的新政府并没有延续卡迈勒的规划。不过由于他对埃及的积极改变使他赢得了埃及人民的好感。

### 支持2011年革命
2011年埃及革命发生之前的11年里，他一直对媒体保持沉默状态。穆巴拉克下台后，他宣布埃及进入了一个新时代。并多次接受"Al Ashera Masa'a"电视台的采访谈及他的看法，他表示他之前愿意为了改变埃及而准备面临被捕和审判。

### 临时政府总理
2011年11月21日，伊萨姆·沙拉夫辞去总理后，埃及最高军事委员会于11月24日任命卡迈勒领导筹组新政府。12月3日，他领导的拯救国家联合政府宣告成立，12月7日正式就职。之后军方向新政府移交权力。

## 个人生活
他已婚并有三个女儿。